# Fear Effect 2: Retro Helix
Fear Effect 2: Retro Helix è un videogioco in stile avventura dinamica pubblicato per PlayStation nel 2001. È un prequel degli eventi narrati in Fear Effect.

## Trama
Retro Helix è ambientato ad Hong Kong, nell'anno 2048. Il giocatore potrà ripercorrere il passato dei protagonisti del primo Fear Effect - e di un nuovo personaggio, Rain Qin - e le vicende che li hanno portati a diventare una squadra. In una pandemia globale chiamata EINDS (Environmentally Induced Nucleotides Degeneration Syndrome – pronunciata "ends"), il furto, l'omicidio e il terrorismo sono diventati un business redditizio.
Hana Tsu Vachel e Rain Qin sono mercenarie, Royce Glas è un ex-soldato e Jacob "Deke" Decourt è un assassino. La storia si concentra sulla capacità dei personaggi di unire le forze per una causa comune. Inizialmente, ciascuno di loro possiede una motivazione personale che li spinge a prendere parte all'avventura, ma infine saranno tutti coinvolti in una sinistra trama che va al di là della politica, dello spionaggio e della sopravvivenza individuale. L'avventura è ambientata in molteplici scenari, tra cui una Hong Kong futuristica, la città di Xi'an, la tomba del primo imperatore della Cina e, infine, la montagna-isola degli Immortali, il Monte Penglai.

## Personaggi
- Hana Tsu Vachel - Una mercenaria di discendenza francese e cinese, che un tempo faceva parte di un'organizzazione criminale chiamata "La Triade". La Triade la considera ancora sua proprietà ed è in parte per liberarsi di loro che Hana svolge missioni ad alto rischio e ben retribuite. Impudente, irritabile e sarcastica, Hana è abile tanto con la lingua quanto con le armi ed è capace di uscire da situazioni difficili con i metodi più disparati e di risolvere i problemi anche con l'uso delle armi se necessario.
- Royce Glas - Un ex-comandante delle forze armate statunitensi, esperto nell'uso di armi tecnologiche e nel controspionaggio. Era un membro di un gruppo così segreto da essere entrato nel mirino della CIA. Ma, dopo un certo incidente, ha perso lo scopo della sua vita, dandosi all'alcool e giocando alla roulette russa. Dopo il suo incontro con Hana, ritroverà uno scopo e si dedicherà alla redenzione.
- Jacob Decourt - Uno spietato assassino originario dell'Australia che ucciderebbe chiunque in qualsiasi circostanza, purché sia ben pagato. Ma, essendo una vittima di EINDS, più che dei soldi avrà bisogno di una cura. Per questo lavora per personaggi misteriosi, finché saranno utili al suo scopo.
- Rain Qin - Amica e amante di Hana, è una ragazza con un passato avvolto nel mistero. Hana la conobbe durante una missione alcuni anni prima della storia. Una maga della tecnologia, Rain è molto utile nelle missioni di Hana. È tormentata dai ricordi di persone che non ha mai incontrato o che non ricorda, e da posti che può o può non aver visitato. Questi sogni la portano a farsi una serie di domande esistenziali, sulle quali si basa la storia del gioco.

## Modalità di gioco
Come il Fear Effect originale, il prequel usa i modelli dei personaggi creati con la tecnica del cel-shading e ambientazioni realizzate in 2.5D. Il giocatore assume il controllo di uno dei quattro personaggi in diverse occasioni durante il gioco, il che garantisce plurime prospettive della storia.
Retro Helix prevede spesso una visuale in terza persona. I controlli sono basati sul campo visivo del personaggio e non su quello dei giocatori. Tuttavia, a differenza del primo Fear Effect, il nuovo capitolo offre la possibilità di scegliere una configurazione più tradizionale. A disposizione dei giocatori vi è un piccolo arsenale di armi - come pistole, shotguns, fucili d'assalto, generatori di impulsi elettromagnetici, un taser e un'arma bianca caratteristica per ciascun personaggio.
Fear Effect 2 si concentra molto sulla soluzione di vari puzzle per il proseguimento della storia. Nonostante l'abbondanza di munizioni, i nemici sono poco numerosi e dotati di movimenti poco dinamici. Lo scopo del gameplay è di evocare tensione e suspense e non di partecipare all'azione non-stop tipica degli sparatutto. È stata introdotta la barra della "Paura", che rimpiazza la barra della "Salute" del primo Fear Effect.

## Controversie
Retro Helix ha suscitato attenzioni a causa di alcune scene che alludono a una relazione omosessuale tra Hana e Rain. Il direttore Stan Liu ha precisato che Hana e Rain non sono necessariamente lesbiche, ma due donne che in occasioni particolari hanno instaurato un rapporto fisico. Liu disse che le relazioni umane non vanno classificate solo in bianco e nero, ma spesso ricadono in un'area grigia. Queste sono le sue parole:
"Una volta per tutte, lasciatemi correggere la cronaca. Hana non è una lesbica! Le piacciono gli uomini...e le piacciono le donne. Quelli con cui decide di andare a letto alla fine della giornata non sono un grande affare![...]L'unica ragione per cui ho voluto che Hana avesse una compagna femmina è che in futuro mi darà l'occasione di creare un triangolo d'amore estremamente interessante."
Probabilmente si riferiva al fatto che Hana e Rain si sarebbero entrambe innamorate di Glas, dando così vita al suddetto triangolo d'amore in Fear Effect 3. In rete è possibile visualizzare i filmati del terzo capitolo: Glas ha avuto dei rapporti sessuali con Rain e ha instaurato un legame più intimo con Hana.

## Accoglienza
Fear Effect 2 è stato lodato per la visuale, la maturità della storia e lo sviluppo dei personaggi. I recensori di Gamespot dissero che comprende i migliori aspetti del genere stealth-horror, introducendo anche nuove caratteristiche per il pubblico più esigente. Gaming Age l'ha definito un'"esplosione dall'inizio alla fine". IGN, al contrario, ha criticato i controlli troppo simili a quelli di Resident Evil e il design dei puzzle. Con una percentuale media pari all'82 % assegnata dal sito GameRankings, si è posizionato 55º nella classifica dei migliori giochi per PlayStation e 2° nella classifica dei migliori giochi per PlayStation nel 2001. Le vendite furono abbastanza alte da indurre i creatori a produrre un terzo capitolo, intitolato Fear Effect Inferno, per PlayStation 2. Tuttavia, i problemi economici della Eidos costrinsero il produttore a rinunciare ad alcuni progetti e Fear Effect era fra questi.